# Nationalstraße 209 (China)
Die Nationalstraße 209 (chinesisch 209国道, Pinyin 209 Guódào, englisch China National Highway 209), chin. Abk. G209, ist eine 3.435 km lange, in Nord-Süd-Richtung verlaufende Fernstraße im Osten und Süden Chinas auf dem Gebiet der Autonomen Gebiete Innere Mongolei und Guangxi sowie in den Provinzen Shanxi, Henan, Hubei und Hunan. Sie führt von Hohhot über Qingshuihe, Wuzhai, Lishi, Jiaokou, Daning, Xiangning, Yuncheng, Sanmenxia, Lingbao, Lushi, Shiyan, Badong, Laifeng, Baojing, Mayang, Huaihua, Sanjiang, Liuzhou,  und Lingshan in die Küstenstadt Beihai an der Südküste. Die G209 ist die zweitlängste, in Nord-Süd-Richtung verlaufende Nationalstraße in China.